# Isla San Gabriel
La isla San Gabriel es una pequeña isla del Río de la Plata, perteneciente al departamento de Colonia, en la República Oriental del Uruguay. Está ubicada a unos 3 kilómetros de punta San Pedro, en las cercanías de Colonia del Sacramento. Tiene una superficie de 24 hectáreas. Es una isla baja cubierta de árboles. Sobre su lado N. se encuentra un pequeño muelle de cemento que permite fondear en sus inmediaciones embarcaciones de hasta 1,5 m de calado,

## Historia
Su nombre se originó en el siglo XVI, cuando la expedición de Sebastián Gaboto al Río de la Plata, la avistó el 18 de marzo de 1527, bautizándola con este nombre por ser el día de ese santo. Al continuar su curso hasta las inmediaciones de la actual Carmelo, encontró a un grumete o marinero aprendiz sobreviviente de la expedición de Solís de 1516, llamado Francisco del Puerto y quien estaba conviviendo con aborígenes.
Por lo acontecido fundó el fortín de San Lázaro el 7 de abril, siendo el primer asentamiento europeo en la cuenca del Plata, dejando dos naves y 12 hombres a cargo, para luego seguir viaje hacia el río Uruguay. En octubre de 1530 decidieron abandonar la región del Río de la Plata y dirigirse a España. 
En noviembre de 1573 la armada de Juan Ortiz de Zárate, III Adelantado del Río de la Plata en sus funciones (quinto, por nombramiento sin ejercerlo), arribó a la isla San Gabriel en donde levantaron un fortín, luego pasaron a tierra firme por necesidad de provisiones y aunque las relaciones con los charrúas fueron inicialmente cordiales, la protección de un desertor español por parte del cacique Zapicán provocó que Zárate capturase al cacique Abayubá, sobrino muy querido de Zapicán, para intercambiarlo.
Ello desató la ira de los charrúas, que buscaron el apoyo del cacique ribereño Yamandú con la finalidad que este obstruyese las comunicaciones de los colonos con la ciudad de Asunción y de esta manera el 29 de diciembre del mismo año se produjo el combate de San Gabriel entre charrúas y españoles, en el que los primeros salieron triunfantes, provocando bajas a cien soldados de estos últimos y sitiando la población de colonos refugiados en la isla de San Gabriel, debiendo luego retirarse aún más lejos, en la isla de Martín García dejando solo una guardia.
La ayuda llegó a Zárate con Ruy Díaz de Melgarejo, quien fue enviado en busca de Juan de Garay, sobrino-materno de Zárate, que se hallaba entonces en Santa Fe (Argentina actual). Al arribar Garay a la Banda Oriental, derrotó en mayo de 1574 a sus principales jefes aborígenes, en la batalla de San Salvador (moderno departamento de Soriano). Ortiz de Zárate regresó entonces a tierra firme, construyendo a la Ciudad Zaratina del San Salvador en las cercanías del río San Salvador, muy cerca del puerto abandonado por Sebastián Gaboto, en octubre de 1530.
En 1576 abandonaron el fortín insular por el frecuente hostigamiento de los aborígenes, trasladando la batería a la ciudad neofundada de Santa María de los Buenos Aires proyectada como capital de la Nueva Andalucía.
La isla, ubicada en el actual departamento de Colonia, fue utilizada como fondeadero hasta que fuera fundada la Colonia del Sacramento en 1680 por el M.C. Manuel de Lobo del Reino de Portugal. 
Junto con Colonia, quedó en manos españolas tras su conquista durante la Segunda expedición de Cevallos a Río Grande y el Tratado de San Ildefonso (1777). 
El 28 de diciembre de 1995, la isla San Gabriel fue declarada parque nacional, al amparo de la Ley 15.939. En enero de 2006 fue declarada Monumento Histórico, junto con la vecina Isla Farallón.